# Мартін де Авелар
Ма́ртін де Авела́р (порт. Martim de Avelar; бл. ? — бл. 1362) — португальський лицар, чернець, магістр Авіського ордену (1357—1362). Представник португальського роду Авеларів. Служив при дворах португальських королів Афонсу IV і Педру І. Працював генеральним управителем Лісабона (1326—1331), королівським суддею столиці (1335), головою управи кримінальних справ (1344). Згодом вступив до Авіського ордену, прийнявши чернечі обітниці (1345). Був знаний як «шляхетний, побожний і чесний» чоловік. Деякий час займав посаду головного двірського королеви Беатриси (1354), згодом засвідчував її заповіт (1358). Обраний магістром Ордену на орденських зборах (1357). Відправлений легатом португальського короля Педру І підписувати мирний договір із арагонським королем Педро І (1361). Помер у Лісабоні, Португалія. Наступником покійного на посту магістра став Жуан I, майбутній король. Також — Мартіню де Авелар (порт. Martinho de Avelar).